# Cezar Schirmer
Cezar Augusto Schirmer (Santa Maria, 23 de fevereiro de 1952) é um advogado, professor universitário e político brasileiro, filiado ao Movimento Democrático Brasileiro (MDB). Ficou internacionalmente conhecido por ser o prefeito de Santa Maria que autorizou o funcionamento da Boate Kiss, em que ocorreu um incêndio, resultando na morte de 242 jovens na danceteria.[1] Foi Secretário de Segurança Pública do Rio Grande do Sul, no governo de José Ivo Sartori. Ocupou o cargo de Secretário da Economia Criativa da Secretaria Especial da Cultura do Ministério da Cidadania no governo Jair Bolsonaro. Atualmente ocupa o cargo de secretário de Planejamento e Assuntos Estratégicos de Porto Alegre.

## Carreira política
Schirmer é formado em direito pela Universidade Federal de Santa Maria. Também já foi professor universitário.
Estreou na política em 1972, filiado ao Movimento Democrático Brasileiro (MDB), quando foi o vereador mais novo a se eleger em Santa Maria. Foi eleito deputado estadual aos 22 anos, sendo um dos mais jovens do país. Foi eleito para cinco mandatos como deputado estadual e eleito deputado federal em três ocasiões: 1998, 2002 e em 2006, pelo PMDB.
Em 1999 foi líder do PMDB na Câmara dos Deputados. 
Schirmer também foi secretário estadual da Fazenda, da Casa Civil e da Agricultura.
Disputou, em 1992, a prefeitura de Porto Alegre, sendo derrotado no segundo turno por Tarso Genro, do Partido dos Trabalhadores (PT).
Em 2000 e 2004, disputou a prefeitura de Santa Maria, sendo derrotado pelo petista Valdeci Oliveira.

### Prefeito de Santa Maria
Schirmer concorreu novamente a prefeito nas eleições municipais de 2008, Schirmer foi eleito prefeito de Santa Maria com 80 989 votos, tendo como vice José Haidar Farret. Nas eleições de 2012, foi reeleito prefeito da cidade da região central do Rio Grande do Sul, com 54,76% dos votos válidos.
Sob sua gestão como prefeito de Santa Maria, em janeiro de 2013, ocorreu o incêndio na boate Kiss, que deixou 242 jovens mortos e mais de 630 feridos. Schirmer recebeu críticas pela conduta adotada depois da tragédia e por conta das suspeitas que envolviam a atuação de servidores da prefeitura e chegou a ser investigado por improbidade administrativa, mas o caso foi arquivado a pedido do Ministério Público.
Em seu último ato administrativo por Santa Maria, em 6 de setembro de 2016, Schirmer decretou a instituição legal da primeira unidade de conservação de Santa Maria, o Parque Natural Municipal dos Morros.
Em 8 de setembro de 2016, assumiu a Secretaria de Segurança Pública do Rio Grande do Sul, renunciando ao cargo de prefeito.

### Atividades posteriores
Em 2020, Schirmer mudou-se para Porto Alegre e foi candidato a vereador pelo MDB na capital. Tendo ocorrido o pleito municipal de 2020, acabou sendo eleito como vereador mais votado do partido na capital gaúcha. 

Desde 2 de janeiro de 2023, Schirmer é secretário de Planejamento e Assuntos Estratégicos de Porto Alegre.

## Vida pessoal
Cezar Schirmer é casado com Fátima Schirmer, com quem tem três filhas: Maria Augusta, Maria Luiza e Ana Julia.